# Huonia arborophila
Huonia arborophila – gatunek ważki z rodziny ważkowatych (Libellulidae). Wyróżnia się dwa podgatunki: podgatunek nominatywny jest szeroko rozprzestrzeniony na Nowej Gwinei, zaś podgatunek H. a. diminuta występuje na wyspie Misima w archipelagu Luizjadów.